# Mont-Ormel
Mont-Ormel település Franciaországban, Orne megyében. Lakosainak száma 49 fő (2022. január 1.). Mont-Ormel Champosoult, Coudehard és Gouffern en Auge községekkel határos.

## Népesség
A település népességének változása:
| Lakosok száma | 58   | 57   | 55   | 53   | 51   | 50   | 49   | 47   | 49   |
|               | 2013 | 2015 | 2016 | 2017 | 2018 | 2019 | 2020 | 2021 | 2022 |